# Separazione delle variabili
In matematica, per separazione delle variabili o metodo di Fourier si intende una strategia risolutiva per equazioni differenziali ordinarie e alle derivate parziali in cui è possibile riscrivere l'equazione in modo che due date variabili compaiano l'una al membro di destra e l'altra al membro di sinistra dell'equazione.

## Equazioni differenziali ordinarie
Si supponga che un'equazione differenziale ordinaria (ODE) si possa scrivere nella forma:
{\displaystyle {\frac {dy}{dx}}=g(x)h(y)}
con {\displaystyle y=f(x)}. Se {\displaystyle h(y)\neq 0} si possono riordinare i termini:
{\displaystyle \int {dy \over h(y)}=\int {g(x)dx}}
in modo che le variabili {\displaystyle x} e {\displaystyle y} siano separate ognuna in uno dei due membri.
Una delle equazioni più significative a cui si applica il metodo è {\displaystyle y'=ay}, la crescita esponenziale.

### Esempio
La crescita di una popolazione è spesso modellata da un'equazione differenziale del tipo:
{\displaystyle {\frac {dP}{dt}}=kP\left(1-{\frac {P}{K}}\right)}
dove {\displaystyle P} è la popolazione in funzione del  tempo {\displaystyle t}, {\displaystyle k} è il suo tasso di crescita e {\displaystyle K} è la capacità portante dell'ambiente. Riordinando i termini e integrando:
{\displaystyle \int {\frac {dP}{P\left(1-{\frac {P}{K}}\right)}}=\int k\,dt}
Per valutare l'integrale a sinistra si semplifica la frazione:
{\displaystyle {\frac {1}{P\left(1-{\frac {P}{K}}\right)}}={\frac {K}{P\left(K-P\right)}}}
e quindi la si decompone in fratti semplici:
{\displaystyle {\frac {K}{P\left(K-P\right)}}={\frac {1}{P}}+{\frac {1}{K-P}}}
Si ha quindi:
{\displaystyle \int \left({\frac {1}{P}}+{\frac {1}{K-P}}\right)\,dP=\int k\,dt}
Uguagliando gli integrandi:
{\displaystyle \ln {\begin{vmatrix}P\end{vmatrix}}-\ln {\begin{vmatrix}K-P\end{vmatrix}}=kt+C}
da cui:
{\displaystyle \ln {\begin{vmatrix}K-P\end{vmatrix}}-\ln {\begin{vmatrix}P\end{vmatrix}}=-kt-C}
per le proprietà dei logaritmi:
{\displaystyle \ln {\begin{vmatrix}{\cfrac {K-P}{P}}\end{vmatrix}}=-kt-C}
Si ha:
{\displaystyle {\begin{vmatrix}{\cfrac {K-P}{P}}\end{vmatrix}}=e^{-kt-C}=e^{-C}e^{-kt}}
e quindi:
{\displaystyle {\frac {K-P}{P}}=\pm e^{-C}e^{-kt}}
Sia {\displaystyle A=\pm e^{-C}}. Allora:
{\displaystyle {\frac {K-P}{P}}=Ae^{-kt}}
che si può riscrivere:
{\displaystyle {\frac {K}{P}}-1=Ae^{-kt}}
da cui si ricava:
{\displaystyle P={\frac {K}{1+Ae^{-kt}}}}
Quindi la soluzione all'equazione logistica è:
{\displaystyle P\left(t\right)={\frac {K}{1+Ae^{-kt}}}}
Per trovare {\displaystyle A}, sia {\displaystyle t=0} e {\displaystyle P\left(0\right)=P_{0}}. Si ha:
{\displaystyle P_{0}={\frac {K}{1+Ae^{0}}}}
Notando che {\displaystyle e^{0}=1}, risolvendo per {\displaystyle A} si ha:
{\displaystyle A={\frac {K-P_{0}}{P_{0}}}}

## Equazioni alle derivate parziali
Il metodo è utilizzato per affrontare un grande numero di equazioni differenziali alle derivate parziali, come l'equazione delle onde, l'equazione del calore, l'equazione di Laplace o l'equazione di Helmholtz.

### Caso omogeneo
Data l'equazione della diffusione in una dimensione:
{\displaystyle {\frac {\partial u}{\partial t}}-\alpha {\frac {\partial ^{2}u}{\partial x^{2}}}=0}
con condizione al contorno:
{\displaystyle u{\big |}_{x=0}=u{\big |}_{x=L}=0}
si cerca di trovare una soluzione {\displaystyle u} non identicamente nulla che soddisfa le condizioni al contorno e tale che sia un prodotto in cui la dipendenza da {\displaystyle x} e {\displaystyle t} è separata, ovvero:
{\displaystyle u(x,t)=X(x)T(t)}
Sostituendo {\displaystyle u} nell'equazione e usando la regola del prodotto:
{\displaystyle {\frac {T'(t)}{\alpha T(t)}}={\frac {X''(x)}{X(x)}}}
Dato che il membro alla destra dipende solo da {\displaystyle x} e quello alla sinistra solo da {\displaystyle t}, entrambi sono uguali ad una qualche costante {\displaystyle -\lambda }:
{\displaystyle T'(t)=-\lambda \alpha T(t)\qquad X''(x)=-\lambda X(x)}
dove {\displaystyle -\lambda } è autovalore di entrambi gli operatori differenziali, con {\displaystyle T(t)} e {\displaystyle X(x)} le rispettive autofunzioni.
Per mostrare che non vi sono soluzioni per {\displaystyle \lambda \leq 0}, si osserva inizialmente che per {\displaystyle \lambda <0} esistono due numeri reali {\displaystyle B} e {\displaystyle C} tali che:
{\displaystyle X(x)=Be^{{\sqrt {-\lambda }}\,x}+Ce^{-{\sqrt {-\lambda }}\,x}}
Utilizzando le condizioni al contorno si ha che {\displaystyle X(0)=0=X(L)}, da cui si ha {\displaystyle B=0=C}, che implica che {\displaystyle u} è nulla. Supponendo {\displaystyle \lambda =0}, del resto, in tal caso esistono due numeri reali {\displaystyle B} e {\displaystyle C} tali che:
{\displaystyle X(x)=Bx+C}
Dal fatto che {\displaystyle X(0)=0=X(L)} si conclude in modo analogo che {\displaystyle u} è nulla. Quindi, deve essere {\displaystyle \lambda >0}, ed esistono {\displaystyle A}, {\displaystyle B} e {\displaystyle C} tali che:
{\displaystyle T(t)=Ae^{-\lambda \alpha t}\qquad X(x)=B\sin({\sqrt {\lambda }}\,x)+C\cos({\sqrt {\lambda }}\,x)}
Sfruttando nuovamente {\displaystyle X(0)=0=X(L)}, si ha {\displaystyle C=0} e che per qualche intero positivo {\displaystyle n} si verifica:
{\displaystyle {\sqrt {\lambda }}=n{\frac {\pi }{L}}}
Questo risolve l'equazione nel caso in cui la dipendenza di {\displaystyle u} ha la forma {\displaystyle u(x,t)=X(x)T(t)}. In generale, la somma di soluzioni all'equazione del calore che soddisfano le condizioni al contorno sono soluzioni che soddisfano anche questo caso particolare, e quindi una soluzione completa è data da:
{\displaystyle u(x,t)=\sum _{n=1}^{\infty }D_{n}\sin {\frac {n\pi x}{L}}\exp \left(-{\frac {n^{2}\pi ^{2}\alpha t}{L^{2}}}\right)}
dove {\displaystyle D_{n}} sono coefficienti determinati dalla condizione iniziale.
Se la condizione iniziale è:
{\displaystyle u{\big |}_{t=0}=f(x)}
si ottiene:
{\displaystyle f(x)=\sum _{n=1}^{\infty }D_{n}\sin {\frac {n\pi x}{L}}}
che è l'espansione in serie di seni di {\displaystyle f(x)}. Moltiplicando ambo i membri per {\displaystyle \sin(n\pi x/L)} e integrando nell'intervallo {\displaystyle [0,L]} si ha:
{\displaystyle D_{n}={\frac {2}{L}}\int _{0}^{L}f(x)\sin {\frac {n\pi x}{L}}\,dx}
Questo metodo richiede che le autofunzioni di {\displaystyle x}, che in tal caso sono:
{\displaystyle \left\{\sin {\frac {n\pi x}{L}}\right\}_{n=1}^{\infty }}
siano ortogonali e siano una base completa. Ciò è garantito in generale dalla teoria di Sturm-Liouville.

### Caso non omogeneo
Si consideri l'equazione non omogenea:
{\displaystyle {\frac {\partial u}{\partial t}}-\alpha {\frac {\partial ^{2}u}{\partial x^{2}}}=h(x,t)}
con le medesime condizioni iniziali di quella omogenea. Le funzioni {\displaystyle h(x,t)}, {\displaystyle u(x,t)} e {\displaystyle f(x,t)} possono essere espanse in serie di seni:
{\displaystyle h(x,t)=\sum _{n=1}^{\infty }h_{n}(t)\sin {\frac {n\pi x}{L}}}
{\displaystyle u(x,t)=\sum _{n=1}^{\infty }u_{n}(t)\sin {\frac {n\pi x}{L}}}
{\displaystyle f(x)=\sum _{n=1}^{\infty }b_{n}\sin {\frac {n\pi x}{L}}}
dove {\displaystyle h_{n}(t)} e {\displaystyle b_{n}} possono essere calcolati per integrazione, mentre {\displaystyle u_{n}(t)} deve essere determinato. Sostituendo le espansioni di {\displaystyle h_{n}(t)} e {\displaystyle u_{n}(t)} nell'equazione non omogenea e considerando l'ortogonalità delle funzioni seno si ottiene:
{\displaystyle u'_{n}(t)+\alpha {\frac {n^{2}\pi ^{2}}{L^{2}}}u_{n}(t)=h_{n}(t)}
che è una successione di equazioni differenziali lineari che possono essere risolte facilmente con alcuni metodi quali il fattore di integrazione o la trasformata di Laplace. Alla fine si ottiene:
{\displaystyle u_{n}(t)=e^{-\alpha {\frac {n^{2}\pi ^{2}}{L^{2}}}t}\left(b_{n}+\int _{0}^{t}h_{n}(s)e^{\alpha {\frac {n^{2}\pi ^{2}}{L^{2}}}s}\,ds\right)}
Il metodo può essere utilizzato anche per coordinate curvilinee ortogonali, anche se con alcune differenze rispetto alle coordinate cartesiane.

## Software
Xcas: split((x+1)*(y-2),[x,y]) = [x+1,y-2]